# Eli Ochanna
Eli Ochanna, właśc. Elijjahu Ochanna (hebr. אלי אוחנה, ur. 1 lutego 1964 w Jerozolimie) – izraelski piłkarz grający na pozycji napastnika. W reprezentacji Izraela rozegrał 50 meczów i strzelił 17 bramek.

## Kariera klubowa
Swoją karierę piłkarską Ochanna rozpoczął w klubie Beitar Jerozolima. W 1980 roku awansował do pierwszego zespołu Beitaru i w sezonie 1980/1981 zadebiutował w nim w rozgrywkach drugiej ligi izraelskiej. Na koniec debiutanckiego sezonu awansował z Beitarem do pierwszej ligi. W sezonie 1983/1984 wywalczył z Beitarem wicemistrzostwo kraju. W sezonie 1984/1985 ponownie został wicemistrzem kraju, a także zdobył Puchar Izraela. Z kolei w sezonie 1986/1987 wywalczył mistrzostwo Izraela. W 1984 roku został wybrany Piłkarzem Roku w Izraelu.
Latem 1987 roku Ochanna przeszedł do belgijskiego KV Mechelen. W sezonie 1987/1988 wywalczył wicemistrzostwo Belgii. W maju 1988 wystąpił w wygranym 1:0 przez Mechelen finale Pucharu Zdobywców Pucharów z Ajaksem Amsterdam. Następnie w sezonie 1988/1989 został mistrzem Belgii, a także wygrał Superpuchar Europy. W 1988 roku jako gracz Mechelen został nagrodzony Bravo Award dla najlepszego młodego piłkarza w Europie.
W 1990 roku Ochanna odszedł z Mechelen do portugalskiego zespołu SC Braga. Spędził w nim sezon, w którym rozegrał 25 meczów w portugalskiej lidze i strzelił 3 gole.
W 1991 roku Ochanna wrócił do Beitaru Jerozolima. W sezonie 1991/1992 awansował z nim z drugiej do pierwszej ligi. W sezonie 1992/1993 zespół Beitaru jako beniaminek wywalczył tytuł mistrza Izraela. Mistrzem kraju Ochanna został również w sezonach 1996/1997 i 1997/1998. W 1997 roku po raz drugi wybrano go Piłkarzem Roku w Izraelu. W 1999 roku jako gracz Beitaru zakończył swoją karierę.
| Sezon   | Klub              | Kraj       | Rozgrywki     | Mecze | Bramki |
| ------- | ----------------- | ---------- | ------------- | ----- | ------ |
| 1980/81 | Beitar Jerozolima | Izrael     | Liga Arcit    | 9     | 4      |
| 1981/82 | Beitar Jerozolima | Izrael     | Liga Leumit   | 28    | 3      |
| 1982/83 | Beitar Jerozolima | Izrael     | Liga Leumit   | 23    | 2      |
| 1983/84 | Beitar Jerozolima | Izrael     | Liga Leumit   | 29    | 13     |
| 1984/85 | Beitar Jerozolima | Izrael     | Liga Leumit   | 30    | 16     |
| 1985/86 | Beitar Jerozolima | Izrael     | Liga Leumit   | 25    | 7      |
| 1986/87 | Beitar Jerozolima | Izrael     | Liga Leumit   | 28    | 15     |
| 1987/88 | KV Mechelen       | Belgia     | Eerste klasse | 31    | 7      |
| 1988/89 | KV Mechelen       | Belgia     | Eerste klasse | 7     | 1      |
| 1989/90 | KV Mechelen       | Belgia     | Eerste klasse | 13    | 2      |
| 1990/91 | SC Braga          | Portugalia | Primeira Liga | 25    | 3      |
| 1991/92 | Beitar Jerozolima | Izrael     | Liga Arcit    | 25    | 17     |
| 1992/93 | Beitar Jerozolima | Izrael     | Liga Leumit   | 22    | 14     |
| 1993/94 | Beitar Jerozolima | Izrael     | Liga Leumit   | 34    | 16     |
| 1994/95 | Beitar Jerozolima | Izrael     | Liga Leumit   | 28    | 6      |
| 1995/96 | Beitar Jerozolima | Izrael     | Liga Leumit   | 27    | 13     |
| 1996/97 | Beitar Jerozolima | Izrael     | Liga Leumit   | 26    | 14     |
| 1997/98 | Beitar Jerozolima | Izrael     | Liga Leumit   | 5     | 2      |
| 1998/99 | Beitar Jerozolima | Izrael     | Liga Leumit   | 5     | 0      |

## Kariera reprezentacyjna
W reprezentacji Izraela Ochanna zadebiutował 4 kwietnia 1984 roku w wygranym 3:0 towarzyskim meczu z Irlandią, rozegranym w Tel Awiwie. W 3. minucie tego meczu zdobył gola, swojego pierwszego w kadrze narodowej. W swojej karierze grał w eliminacjach do MŚ 1986, do MŚ 1990, do MŚ 1994 i do MŚ 1998. Od 1984 do 1997 roku rozegrał w reprezentacji 50 meczów, w których strzelił 17 goli.

## Kariera trenerska
Po zakończeniu kariery piłkarskiej Ochanna został trenerem. W sezonie 1999/2000 prowadził Beitar Jerozolima. W latach 2000–2001 był trenerem Bene Jehuda Tel Awiw. Następnie prowadził Maccabi Petach Tikwa, ponownie Bene Jehuda, ponownie Beitar Jerozolima i Hapoel Kefar Sawa. W 2008 roku został selekcjonerem reprezentacji Izraela U-19. W 2010 roku tymczasowo prowadził dorosłą kadrę Izraela.